# Дипломатически мисии на Есватини
Това е списък на дипломатическите мисии на Есватини в света.

## Европа
- Белгия
  - Брюксел (посолство)
- Великобритания
  - Лондон (посолство)

## Северна Америка
- САЩ
  - Вашингтон (посолство)

## Африка
- Етиопия
  - Адис Абеба (посолство)
- Мозамбик
  - Мапуто (посолство)
- РЮА
  - Претория (посолство)
  - Йоханесбург (консулство)

## Азия
- Малайзия
  - Куала Лумпур (посолство)
- Тайван
  - Тайпе (посолство)

## Междудържавни организации
- - Брюксел – ЕС
  - Ню Йорк – ООН